# تنی وارطانیان
تنی سریوژایی وارطانیان (ارمنی: Թենի Սերյոժայի Վարդանյան؛ زاده ۱۵ ژوئن ۱۹۵۷) نقاش اهل ارمنستان است.

## زندگی‌نامه
وی در در هوکتمبریان در به دنیا آمد و از کالج دولتی هنرهای زیبای پانوس ترلمزیان (۱۹۷۲–۱۹۷۶) و انستیتو دولتی هنری و نمایشی ایروان (۱۹۷۶–۱۹۸۰) فارغ‌التحصیل گشت.  وی عضو اتحادیه نقاشان ارمنستان می‌باشد. وی همچنین برنده جوایزی همچون نقاش شایسته جمهوری ارمنستان (۲۰۱۰) شد.